# Camponotus contractus
Camponotus contractus é uma espécie de inseto do gênero Camponotus, pertencente à família Formicidae.